# Automeris chrisbrechlinae
Automeris chrisbrechlinae é uma espécie de mariposa do gênero Automeris, da família Saturniidae.
Sua ocorrência foi registrada na Costa Rica, província de Guanacaste, Santa Cecilia, numa altitude de 400 m.